# Jorge Arturo Medina Estévez
Jorge Arturo Medina Estévez (Santiago, 23 de dezembro de 1926 – Santiago, 3 de outubro de 2021) foi um cardeal da Igreja Católica chileno, prefeito emérito da Congregação para o Culto Divino e Disciplina dos Sacramentos.

## Biografia
Realizou seus estudos primários e secundários no Liceo Alemán em Santiago e, antes de entrar no seminário, frequentou a Faculdade de Direito da Pontifícia Universidade Católica do Chile. Depois, estudou no Seminário Maior de Santiago e na Pontifícia Universidade Católica de Santiago, onde obteve as licenciaturas em letras e em biologia e doutorado em teologia e direito canônico.
Foi ordenado padre em 12 de junho de 1954, em Santiago, por Pio Alberto Fariña Fariña, bispo-titular de Citarizo, bispo-auxiliar e vigário-geral de Santiago. Tornou-se docente do Seminário Maior de Santiago e da Faculdade de Teologia de Santiago. Participou do Concílio Vaticano II, como um especialista. Foi também Juiz do Tribunal Metropolitano da Arquidiocese de Santiago, pró-grão-chanceler da Universidade Católica de Santiago e da penitenciária canônica da catedral metropolitana, consultor de vários dicastérios do Vaticano e membro da Comissão Teológica Internacional.
Foi nomeado bispo-auxiliar de Rancagua, com o titulus de bispo-titular de Thibilis, sendo consagrado em 6 de janeiro de 1985 na Basílica de São Pedro pelo Papa João Paulo II, tendo como co-sagrantes Eduardo Martínez Somalo, arcebispo-titular de Tagora, Substituto da secretaria de Estado e Duraisamy Simon Lourdusamy, arcebispo-emérito de Bangalore, secretário da Congregação para a Evangelização dos Povos. Exerceu o cargo entre 1985 e 1987, quando foi nomeado bispo de Rancagua, onde ficou até 1993. Dali, foi transferido para a Diocese de Valparaíso, onde exerceu o episcopado até 1996, quando foi nomeado pró-prefeito da Congregação para o Culto Divino e Disciplina dos Sacramentos e elevado a arcebispo ad personam.
Em 18 de janeiro de 1998, foi anunciada a sua criação como cardeal pelo Papa João Paulo II, no Consistório de 21 de fevereiro, em que recebeu o barrete vermelho e o título de Cardeal-diácono de San Saba e tornando-se prefeito da Congregação para o Culto Divino e Disciplina dos Sacramentos, cargo que exerceu até 1 de outubro de 2002. Depois de dez anos, foi transformado em cardeal-presbítero com o título pro hac vice. Entre 2005 e 2007, foi o protodiácono do Colégio Cardinalício, sendo o responsável pelo Habemus Papam de Joseph Ratzinger (Bento XVI).
Residiu em Santiago. Por seu apoio ao ditador chileno Augusto Pinochet, foi chamado de "Cardenal Pinochet".
Morreu em 3 de outubro de 2021, aos 94 anos de idade, em Santiago.

## Conclaves
- Conclave de 2005 - participou, como protodiácono, do conclave de 18 a 19 de abril de 2005, que elegeu Joseph Ratzinger como Papa Bento XVI.
- Conclave de 2013 - não participou da eleição de Jorge Mario Bergoglio como Papa Francisco, pois perdeu o direito ao voto em 23 de dezembro de 2006.